# Bulletproof Heart (Grace Jones)
Bulletproof Heart è il nono album in studio della cantante giamaicana Grace Jones, pubblicato nel 1989, che resterà per quasi vent'anni il suo ultimo album inciso in studio.
Prodotto da Chris Stanley (all'epoca il suo primo marito), C+C Music Factory e Jonathan Elias. Dall'album furono estratti solo due singoli, Love on Top of Love e una cover dance di Amado Mio. Il primo fu un grande successo da discoteca, essendo il terzo della cantante a raggiungere la vetta della Dance Club Songs di Billboard. Il secondo fu remixato nel 1990 da Clivillés & Cole con il titolo Brazilian Mix e pubblicato come secondo singolo dell'album. Nonostante la tiepida accoglienza in Europa, divenne una hit da discoteca negli Stati Uniti dove raggiunse l'undicesima posizione della Dance Club Songs di Billboard, accoppiato come Double A-side al brano Crack Attack, presente anch'esso nell'album. Nessuno dei due singoli ottenne però ingressi nelle classifiche pop, ed anche l'album ricevette accoglienza negativa sia dal pubblico che dalla critica.

## Tracce
Tutte le tracce sono state scritte da Grace Jones e Chris Stanley tranne dove indicato.
Side A
1. Driving Satisfaction – 5:50
2. Kicked Around – 5:37
3. Love on Top of Love (David Cole, Grace Jones) – 6:10
4. Paper Plan – 3:55
5. Crack Attack – 5:20

Side B
1. Bulletproof Heart – 4:19
2. On My Way – 4:24
3. Seduction Surrender (Jonathan Elias, Grace Jones, Chris Stanley, Alex Lasarenko) – 4:57
4. Someone to Love – 4:47
5. Amado Mio (Doris Fisher, Allen Roberts) – 5:20